# Puerta Cinegia

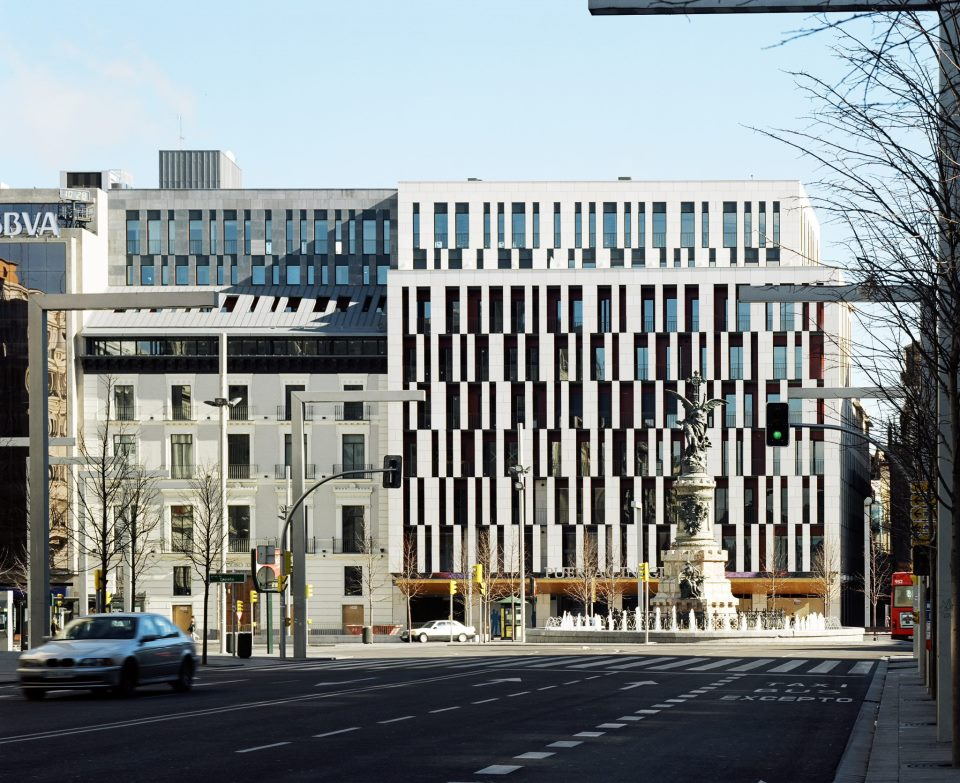
Vista desde el Paseo de la Independencia

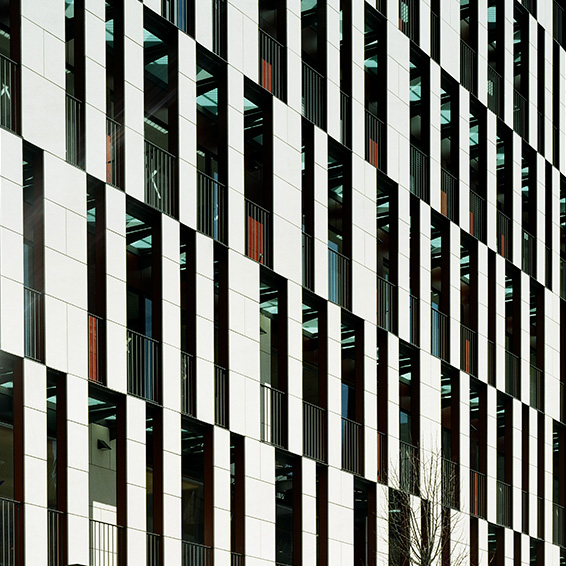
Fachada de código de barras de Puerta Cinegia

Puerta Cinegia es un complejo de edificios situado en la Plaza de España de Zaragoza y que da paso a El Tubo. Alberga una zona residencial, una zona de oficinas, el centro comercial Puerta Cinegia Gastronómica, y en las plantas inferiores un aparcamiento público. El nombre procede de la puerta de la muralla romana que ocupaba este mismo lugar.[cita requerida]
El proyecto nació en 1988, cuando la promotora Ordisa, empresa de capital aragonés, adquirió el edificio ubicado en la calle del Coso, 33, antigua sede del Banco Vitalicio, al que siguieron los edificios contiguos. El proyecto fue obra de Olano y Mendo Arquitectos S.L. y las obras comenzaron en el año 2000, inaugurándose el 26 de noviembre de 2004.[cita requerida] En 2005 recibió el XXVI Trofeo Ricardo Magdalena de arquitectura.[cita requerida]

## Patrimonio histórico
En el interior de este complejo y siguiendo estrictamente los criterios de actuación establecidos por la Comisión Provincial de Patrimonio cultural de Zaragoza, se salvaguardaron y restauraron los siguientes elementos:[cita requerida]

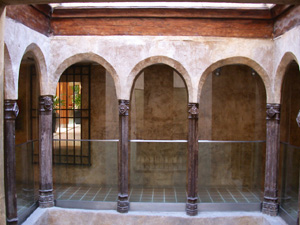
Patio gótico integrado en el complejo

- Escalera barroca perteneciente a un palacio del siglo XVIII (edificio de la calle del Cuatro de Agosto, 18).
- Patio gótico del XV, que ahora sirve como galería de arte. Tiene columnitas de sección alveolada y capiteles con dos motivos heráldicos diferentes, una flor de lis y una puerta flanqueada por dos torres. La disposición de espacios y los elementos decorativos expresan un carácter austero que es propio de una casa aragonesa de aquella época.
- La fachada y escalera del edificio de la calle del Coso, 33.
- Fachadas de la calle del Cuatro de Agosto declaradas Bien de Interés Ambiental.
- Restos de la muralla romana. Fragmentos de sillares y restos de dos arranques de torreón.

- Wikimedia Commons alberga una categoría multimedia sobre Puerta Cinegia.

- Datos: Q6091724
- Multimedia: Puerta Cinegia / Q6091724